# Phygadeuon clypearis
Phygadeuon clypearis är en stekelart som beskrevs av Gabriel Strobl 1901. Phygadeuon clypearis ingår i släktet Phygadeuon och familjen brokparasitsteklar. Arten är reproducerande i Sverige. Inga underarter finns listade i Catalogue of Life.